# At Tāj
At Tāj är en ort i Libyen.   Den ligger i distriktet Al Kufrah, i den sydöstra delen av landet, 1 400 km sydost om huvudstaden Tripoli. At Tāj ligger 379 meter över havet och antalet invånare är 46 050.
Terrängen runt At Tāj är platt.  Trakten runt At Tāj är nära nog obefolkad, med mindre än två invånare per kvadratkilometer. At Tāj är det största samhället i trakten. Trakten runt At Tāj är ofruktbar med lite eller ingen växtlighet.